# Liste de groupes de grunge
Cette liste recense des groupes de grunge.

## Liste
- 7 Year Bitch[1],[2]
- Alice in Chains[1],[3],[4],[5]
- Babes in Toyland[2],[4],[6]
- Bush[3]
- Candlebox[7]
- Dickless[2]
- Dogstar[8]
- Green River[1],[3],[9]
- Hammerbox[1]
- Hole[10]
- Keaton[11]
- L7[2],[12]
- Love Battery[1],[4]
- Lunachicks[2]
- Mad Season[4]
- Malfunkshun[1],[13]
- Melvins[1],[14]
- Mother Love Bone[1],[13]
- Mudhoney[1],[3],[4],[9],[15]
- Nirvana[1],[3],[4],[9],[16],[17]
- Noir Désir[16]
- Paw[18]
- Pearl Jam[1],[3],[4],[19]
- Screaming Trees[1],[3]
- Silverchair[3]
- Skin Yard[1]
- Skippies[20]
- The Smashing Pumpkins[21]
- Soundgarden[1],[9],[4],[22]
- Stone Temple Pilots[3],[4],[5]
- Tad[1],[23]
- Temple of the Dog[4]
- Ten Commandos[24]
- The U-Men[1]
- Truly